# Helsinki-Tallinn-Tunnel

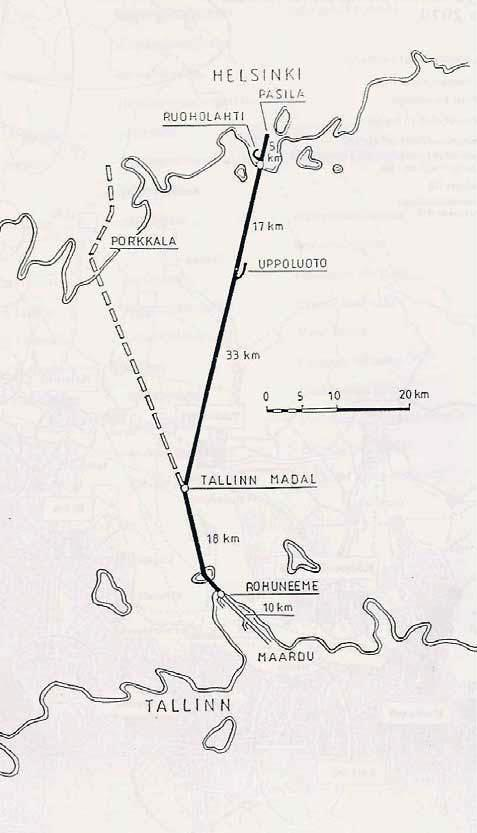
Tunnelplan mit möglichen Verläufen

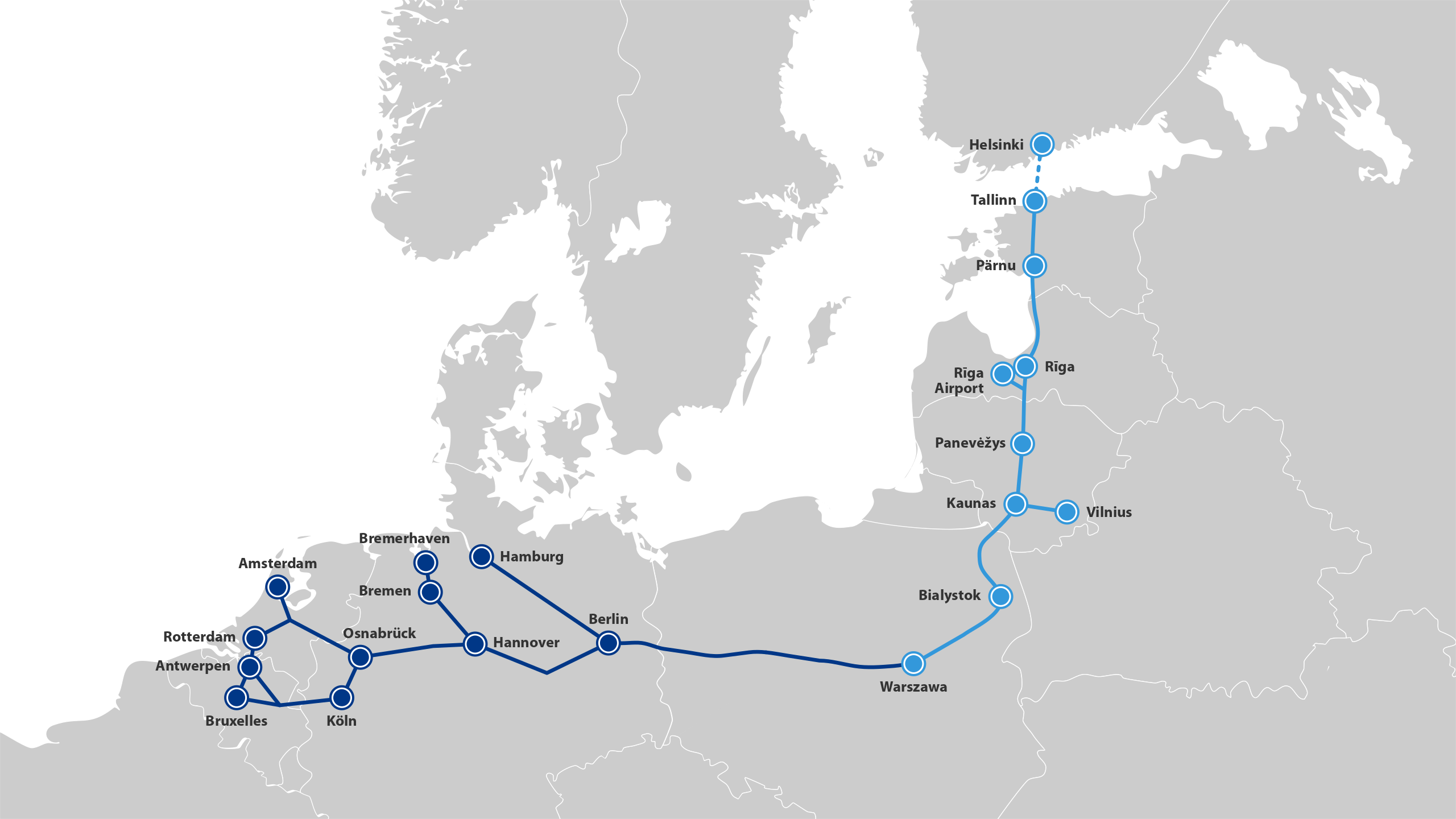
Rail Baltica (hellblau) im europäischen Konzept

Der Helsinki-Tallinn-Tunnel (auch Talsinki-Tunnel) ist ein Tunnelprojekt zwischen der finnischen Hauptstadt Helsinki und der estnischen Hauptstadt Tallinn.

## Geografie
Die derzeit wahrscheinliche Route führt vom Bahnhof Pasila in Helsinki bis zum Bahnhof Tallinn-Ülemiste. Als Teil des Rail Baltica würde letztendlich eine Verbindung Berlin–Helsinki möglich. Die Fahrtzeit zwischen Helsinki und Tallinn soll 30 Minuten betragen. Bisher brauchen die schnellsten Fähren für die Strecke über die Ostsee 1 Stunde und 40 Minuten. Die Landverbindung durch Russland über St. Petersburg hat eine Länge von etwa 800 Kilometern, dabei werden die EU-Außengrenzen überschritten.

## Finanzierung und Kooperation mit China
2016 wurden erste öffentlich-finanzierte Studien durchgeführt. Die Baukosten wurden auf 12,5 Milliarden Euro berechnet. Ein großer Teil der Finanzierung sollte von der Europäischen Union übernommen werden.
Ab September 2017 verfolgte auch der finnische Internet-Unternehmer Peter Vesterbacka (Rovio Entertainment) mit seiner Firma FinEst Bay Area Development das Projekt. Hiernach sollten ausgehend von Espoo auf einer Länge von rund 80 Kilometern Züge den Finnischen Meerbusen unterqueren. Insgesamt sollte der Tunnel eine Länge von 100 Kilometern haben. Die chinesische Finanzholding Touchstone Capital Partners sagte Vesterbacka 15 Milliarden Euro zu. Das Projekt sollte dadurch Teil der Neuen Seidenstraße werden. Als Ausführungspartner wurde ein Vertrag mit der China Railway Group unterzeichnet. Mit dem Erdreich, das bei den Bauarbeiten abgebaggert werden sollte, sollte eine künstliche Insel aufgeschüttet werden, auf der bis zu 50.000 Menschen leben sollten. Chinesisch sollte eine der Verkehrssprachen sein. Vesterbacka wollte das Projekt bis Ende 2024 fertigstellen. Der estnische Staatsgerichtshof Riigikohus urteilte im März 2024, dass FinEst Bay Area Development nicht das Recht hat, eine Umweltverträglichkeitsprüfung zu beantragen, bevor eine Betriebsgenehmigung beantragt wurde.
Im April 2021 verkündete die estnische Regierung, dass ein Tunnel nur als zwischenstaatliches Projekt Finnlands und Estlands gebaut werden könne.
Am 8. Februar 2024 erklärte die finnische Ministerin für Verkehr und Kommunikation Lulu Ranne, dass der Tunnel „unrealistisch“ sei und nicht auf der Agenda der Regierung stehe, und dass das Projekt zurückgestellt sei, solange die Europäische Union keine weiteren Mittel bereitstelle.

## Technische Umsetzung
Das Projekt soll mit der auch in der EU überwiegend verwendeten Normalspurweite (1435 mm) gebaut werden, nicht mit der örtlich bisher verwendeten russischen Breitspur. Dadurch soll der Anschluss an Rail Baltica ermöglicht werden.